# Convento do Carmo (Tavira)
O Convento do Carmo de Tavira encontra-se situado na freguesia de Santa Maria, distrito de Faro, em Portugal.

## História
Localizado junto à Igreja da Ordem Terceira do Carmo, o Convento do Carmo foi mandado construir pelos membros daquela Ordem religiosa, em 1745. Este convento acabou por ser desactivado no ano de 1834, durante o reinado do rei D. Pedro IV.
Desde a sua desactivação como convento, este espaço foi ocupado por diversas instituições:
- 1844: Tribunal Judicial e Administração do Concelho
- 1870: Asilo Distrital da Infância Desvalida
- 1942: Escola de Pesca de Tavira
- Apoio ao Ensino Preparatório
- Núcleo de Tavira da Cruz Vermelha
- Sede da Banda de Tavira